# Alphacrambus
Alphacrambus é um gênero de mariposa pertencente à família Crambidae.